# Carmen (Surigao del Sur)
Carmen (Bayan ng Carmen) är en kommun i Filippinerna. Kommunen ligger på ön Mindanao, och tillhör provinsen Surigao del Sur. Folkmängden uppgår till 9 551 invånare.
Carmen är indelat i 8 barangayer.